# Alves
Rafael Alves de Oliveira (25 de agosto de 1996), mais conhecido pelo nome artístico Alves ou MC Alves, é um rapper brasileiro, conhecido por suas habilidades na Batalha de Rap e músicas de Hip hop. Alves foi campeão do Duelo de MCs nacional 2020.

## Carreira
Em 2012, o artista começou se apresentando no estilo freestyle, logo participando de diversas batalhas e eventos na Batalha do Museu e na Batalha do Neurônio em Brasília. Em 2013, foi convidado pelo Gerson Macedo vulgo Zen MC para fazer parte do grupo de Underground hip hop ZKAR. Nessa época, o ZKAR era composto pelos MCs Zen, Kamorra, Alves e Rafak, e contava com a produção musical e instrumentais do Emtee Beats. Em 2014, Alves gravou a sua primeira música, intitulada "Reflexo Oculto", juntamente com Zen MC e Emtee na Intercala Records, gravadora de Brasília. No mesmo ano, também criou a música "Foco" com Rafak e Zen, também contando com a produção musical de Emtee. As músicas "Reflexo Oculto" e "Foco" tiveram uma repercussão favorável na cena de Hip hop brasiliense e nacional de Rap, logo trazendo um certo reconhecimento inicial à Alves e o grupo ZKAR. Em 2015, Alves foi classificado para o Duelo de MCs nacional em Belo Horizonte, rimando de forma satisfatória nas batalhas, conseguiu chegar na final do campeonato, mas acabou perdendo do rapper carioca Orochi.
Porém, Alves persistiu e seguiu focado nas batalhas de Freestyle rap, sendo que em 2017 foi classificado pela segunda vez no Duelo de MCs nacional. No entanto, dessa vez, acabou sofrendo uma derrota na primeira fase do torneio e perdeu do Cesar MC, que eventualmente foi o campeão da edição. Em 2017, também lançou a música "Alvo" produzida pelo Emtee Beats e lançada pela gravadora Aldeia Records da Batalha da Aldeia, sendo que o single teve uma repercussão notável.
Em 2020, por conta da pandemia COVID-19, a edição do Duelo de MCs nacional foi adiada para 2021. Dessa forma, Alves conseguiu novamente sua classificação para o Duelo de MCs nacional com êxito, sendo que seria a sua terceira participação no evento. No Duelo de MCs nacional 2020, Alves conseguiu se consagrar campeão, vencendo de Vinicius ZN na batalha final do torneio. Alves ganhou a premiação de 20 mil reais e um contrato com a Som Livre para gravar e lançar seu álbum solo. Em 2022, Alves lançou seu disco solo intitulado "Entre Chronos e Kairós", um álbum que conta sobre a sua trajetória no mundo do Hip-Hop, sua fé religiosa e diversas questões sociais. O disco também possui a participação dos artistas Cesar MC, Marcos Almeida, Dudu, Noventa, Hemi, VK, além de contar com a produção musical dos beatmakers DJ Caíque, Emtee Beats, Lerym, Nobre, entre outros.

## Discografia

### com ZKAR
- Pergaminho EP (2015) produzido por Emtee Beats na Intercala Records

### Álbums
- Entre Chronos e Kairós (2022) lançado pela Som Livre

### Singles
- Alvo (2017) produzido por Emtee Beats
- Dias Maus (2020) produzido por Emtee Beats

### Videoclipes
- SouFree feat Fabio Brazza (2018) instrumental produzido por DJ Caíque
- Ressureição (2022) instrumental produzido por Leyrm
- Falsa Vitrine feat Cesar MC (2022) instrumental produzido por Nobre
- Sangue feat Dudu (2022) instrumental produzido por Emtee Beats

## Prêmios
- Vice-Campeão do Duelo de MCs Nacional 2015
- Campeão do Duelo de MCs Nacional 2020[9]